# MP3Gain
MP3Gain ist ein freies, plattformunabhängiges Programm, welches Audiodateien des Typs MP3 normalisieren kann. Mittels Replay Gain werden die Audiodateien auf eine vom Benutzer festgelegte Lautstärke angepasst, ohne dass dabei die in der Datei gespeicherten eigentlichen Audiodaten angetastet werden.
Das Programm wurde in C geschrieben und ist in sehr vielen Sprachen erhältlich. Es wurde unter der GPL-Lizenz veröffentlicht.

## Funktionsweise
MP3Gain kann die Dateien auf zwei verschiedene Arten verändern:
- Schreiben von Metadaten
- Veränderung der MP3-Daten, wobei Informationen zum Widerrufen der Aktion als Metadaten in der Audiodatei gespeichert werden

In beiden Fällen wird als erstes über den Replay-Gain-Algorithmus die Veränderungsrate der Lautstärke berechnet. Dies geschieht entweder pro Lied oder Album.
Im ersten Fall schreibt das Programm die berechnete Änderungsrate als Tag im APEv2-Format in die Datei. Dieser Tag kann dann von anderen Programmen gelesen werden, die Replay Gain implementiert haben.
Im letzteren Fall wird die durchschnittliche Lautstärke in jedem MP3-Frame verändert und es werden Informationen, um die Änderung rückgängig zu machen, als Tag gespeichert. Diese Veränderungen ändern nichts an der eigentlichen Audioinformation, sind also verlustfrei und können komplett rückgängig gemacht werden, falls die Undo-Informationen in der Datei gespeichert werden, was optional ist.